# Dorenburg (Grefrath)

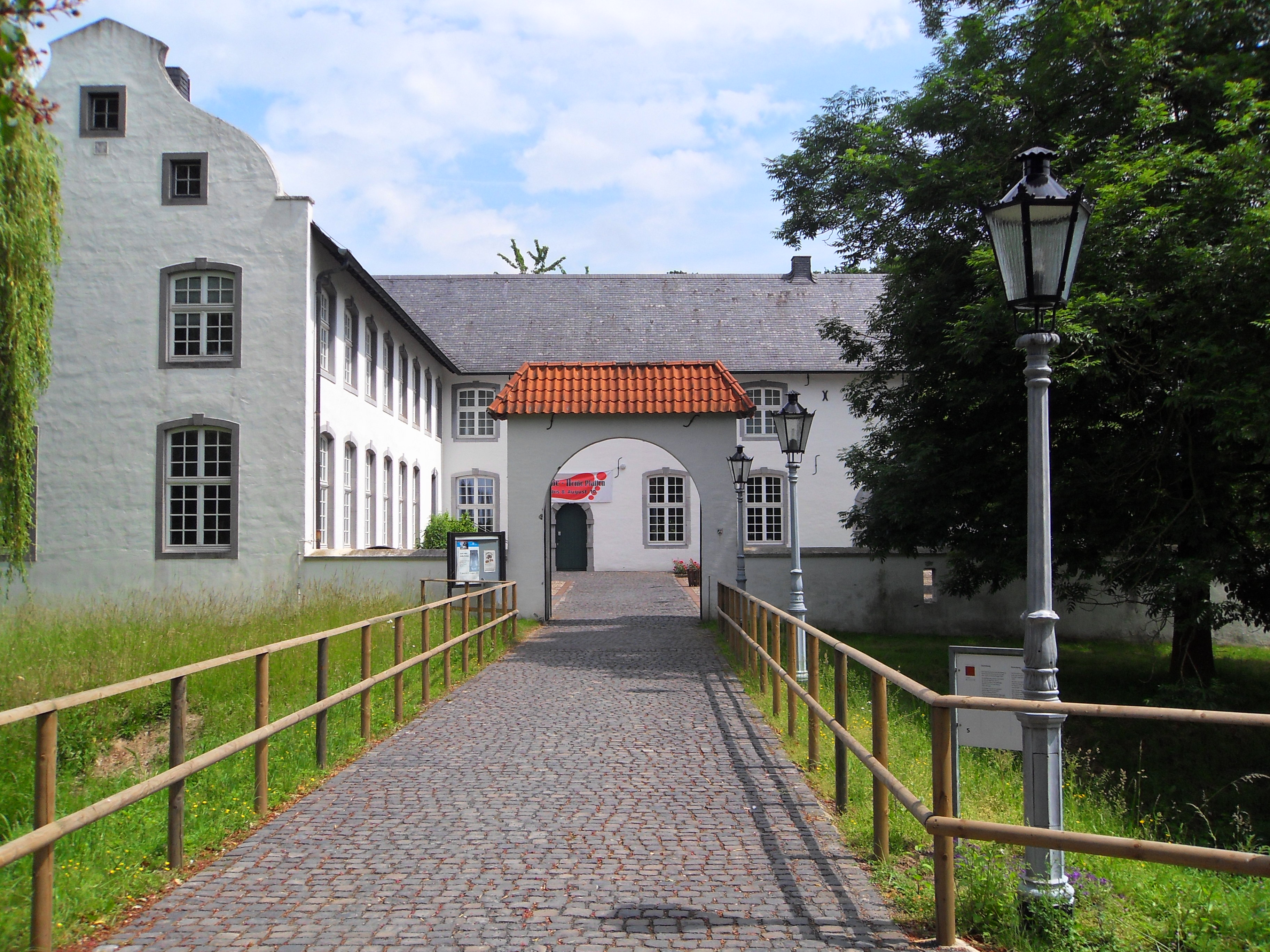
Innenhof

Die Dorenburg ist eine Wasserburg in Grefrath im Kreis Viersen in Nordrhein-Westfalen. Sie ist ein von einem Wassergraben umfasstes Herrenhaus mit L-förmigem Grundriss und ist heute ein Teil des Niederrheinischen Freilichtmuseums.

## Geschichte
Die Geschichte der alten Wasserburg lässt sich bis zum Jahr 1326 zurückverfolgen. Die Burg gilt als typisches Beispiel eines niederrheinischen Adelssitzes aus der Zeit vor dem Dreißigjährigen Krieg. Im 14. Jahrhundert regierten hier die Herren von Wachtendonk.
Ihre heutige Erscheinungsform erhielt die Burg um 1630, als die mittelalterliche Wehrburg zu einem barocken Herrensitz umgebaut wurde. Davor und danach wechselte das Haus als Lehen des Herzogtums Geldern häufig den Herren, bis sie schließlich um 1800 in nicht-adligen, bäuerlichen Besitz überging.
Im Zweiten Weltkrieg wurde der Nordflügel schwer beschädigt, jedoch um 1970 wieder aufgebaut, als die Anlage vom Kreis Viersen übernommen und zum Museum umgestaltet wurde.
Die Dorenburg liegt heute in der Mitte des Museumsgeländes. Im Burggebäude selber sind Ausstellungsstücke zur bürgerlichen und adligen Wohnkultur des Niederrheins zu sehen; im Obergeschoss werden Sonderausstellungen zu volkskundlichen Themen mit regionalem Bezug gezeigt.